# Arif Erdem
Arif Erdem (ur. 2 stycznia 1972 w Stambule) – turecki piłkarz występujący na pozycji napastnika, trener.

## Kariera
Arif Erdem zaczynał karierę w 1990 roku w klubie Zeytinburnuspor, gdzie rozegrał 2 mecze, po czym przeszedł do Galatasaray SK. W jego barwach do 2000 roku zagrał 189 meczów i strzelił 61 bramek, a następnie wyjechał do Hiszpanii, gdzie podpisał kontrakt z Realem Sociedad. W Primera División Turkowi nie wiodło się najlepiej – wystąpił zaledwie 2 meczach i zdobył tylko 1 gola, więc wrócił do Galatasaray, gdzie ponownie był jedną z większych gwiazd zespołu. Do 2005 roku, czyli do momentu zakończenia kariery, zagrał w 103 spotkaniach i 40-krotnie trafił do siatki rywali.
W reprezentacji Turcji w latach 1994–2003 rozegrał 60 meczów i strzelił 11 goli.
Obecnie jest asystentem Abdullaha Avcıego w II-ligowym tureckim klubie Istanbul Büyükşehir Belediyespor

## Sukcesy
- Puchar UEFA w 2000 r.
- 3. miejsce na Mistrzostwach Świata w 2002 roku
- ćwierćfinał Mistrzostw Europy 2000 z reprezentacją Turcji